# Civitella San Paolo
Civitella San Paolo település Olaszországban, Lazio régióban, Róma megyében. Lakosainak száma 1999 fő (2023. január 1.). Civitella San Paolo Capena, Fiano Romano, Nazzano, Ponzano Romano, Rignano Flaminio és Sant'Oreste községekkel határos.

## Népesség
A település lakossága az elmúlt években az alábbi módon változott:
| Lakosok száma | 2075 | 2049 | 1999 |
|               | 2017 | 2018 | 2023 |